# Oligotrofie
| Trofiegraden     |
| ---------------- |
| hypertrofie      |
| eutrofie         |
| meso-eutrofie    |
| mesotrofie       |
| meso-oligotrofie |
| oligotrofie      |

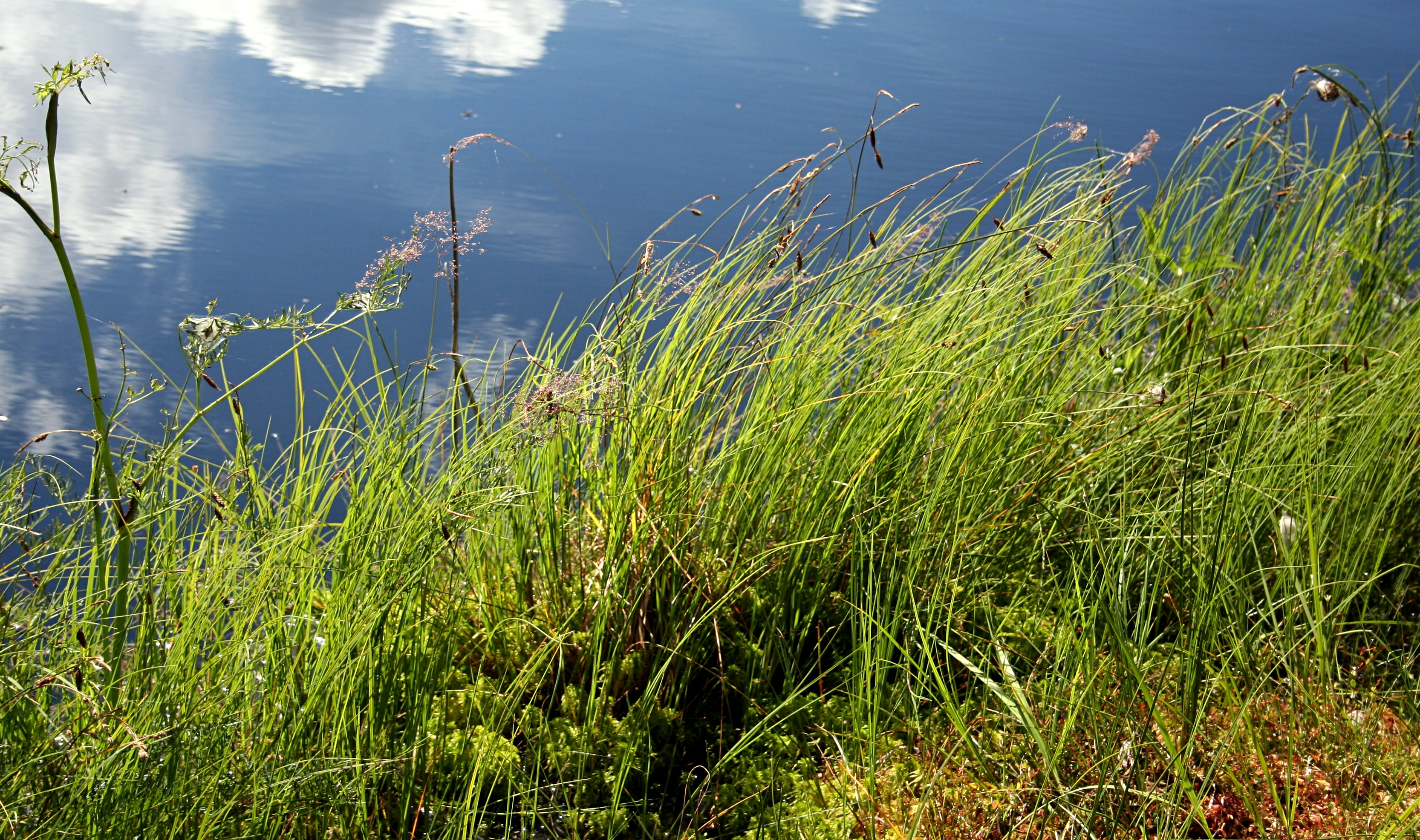
De veenbloembies-associatie, een voorbeeld van een uitgesproken oligotrafente plantengemeenschap.

 In de ecologie bedoelt men met oligotrofie of voedselarmoede dat er binnen een ecosysteem maar (zeer) weinig beschikbare minerale voedingsstoffen aanwezig zijn; de trofiegraad van het desbetreffende milieu is dan laag. Organismen die vooral leven in oligotrofe ecosystemen worden oligotrafent genoemd. Vaak (maar zeker niet altijd) is er een grotere biodiversiteit aan plantensoorten en daardoor ook aan dieren. 
De biomassa (uitgedrukt in gewichtseenheden per oppervlakte-eenheid) en de primaire productie is vaak laag, doordat de hoeveelheid minerale voedingsstoffen beperkend is.
Het tegenovergestelde van oligotrofie is eutrofie. In dat geval treft men vaak ecosystemen aan die een hoge biomassa per oppervlakte en productie hebben, bijvoorbeeld een waterplas met een groene soep aan algen of een bemeste bodem die een hoge opbrengst biedt aan mais of suikerbieten. In beide gevallen is echter de soortendiversiteit gering. In de plas zitten weinig vissen en andere dieren, in een rijk bemeste akker treffen we weinig plantensoorten en nauwelijks dieren.
Milieuorganisaties pleiten voor strengere bemestingsnormen zodat er meer oligotrofe bodems ontstaan. Natuurbeherende organisaties proberen vaak om in hun terreinen (in het verleden) rijk bemeste bodems te verschralen door de teeltlaag af te plaggen of door maaisel af te voeren. Op de lange duur leidt dit tot terreinen met een hogere biodiversiteit en een hogere natuurwaarde.

## Etymologie
Het woord 'oligotrofie' is afgeleid van het Griekse woord ὀλιγότροφος (oligótrophos). Het is samengesteld uit ὀλίγος (olígos) dat 'weinig' betekent en τροφή (trophḗ) dat 'voeding' betekent.

## Fotogalerij

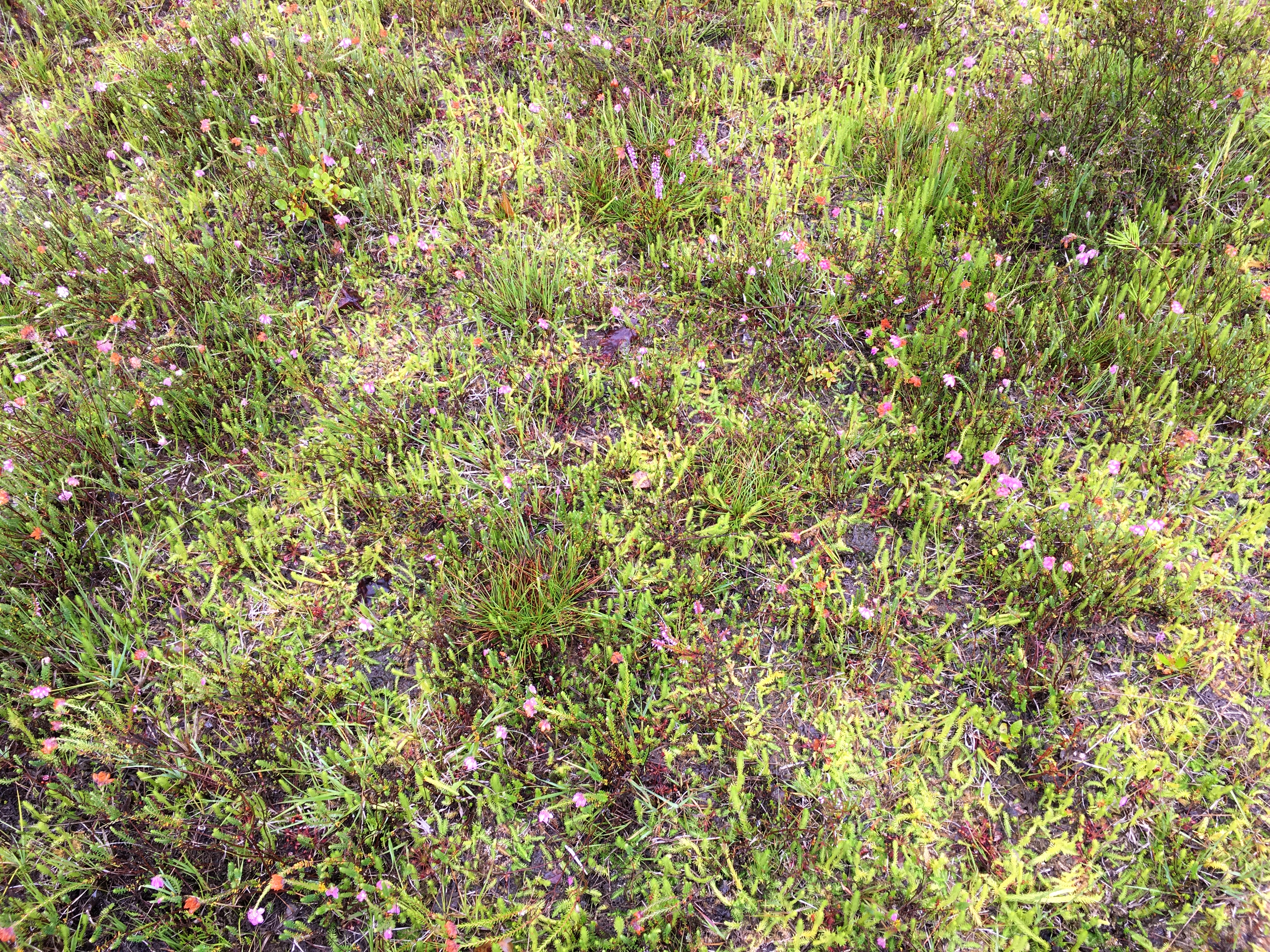
De associatie van moeraswolfsklauw en snavelbies, een oligotrafente pioniervegetatie
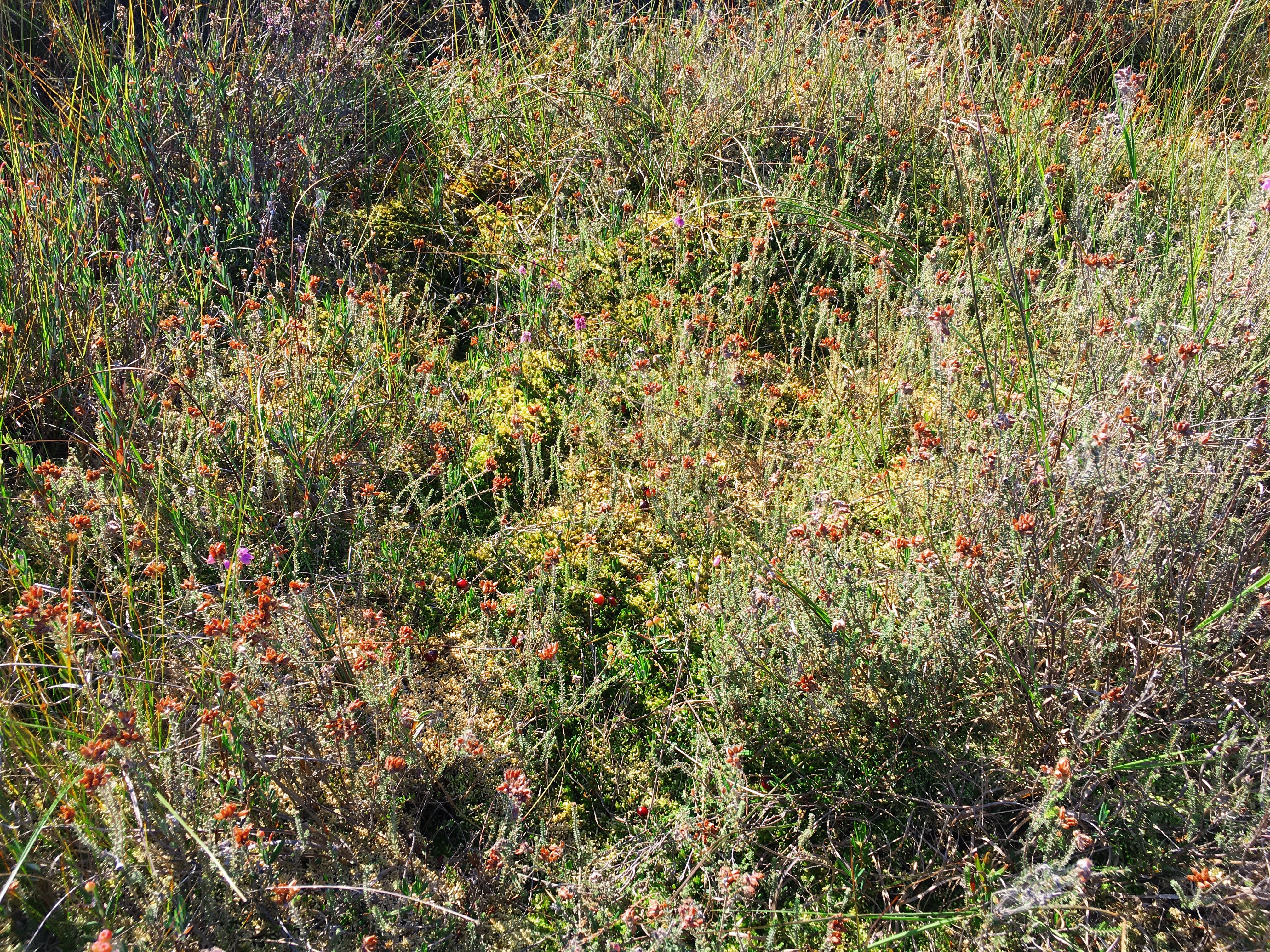
De associatie van gewone dophei en veenmos, een oligotrafent dwergstruweel van levend hoogveen
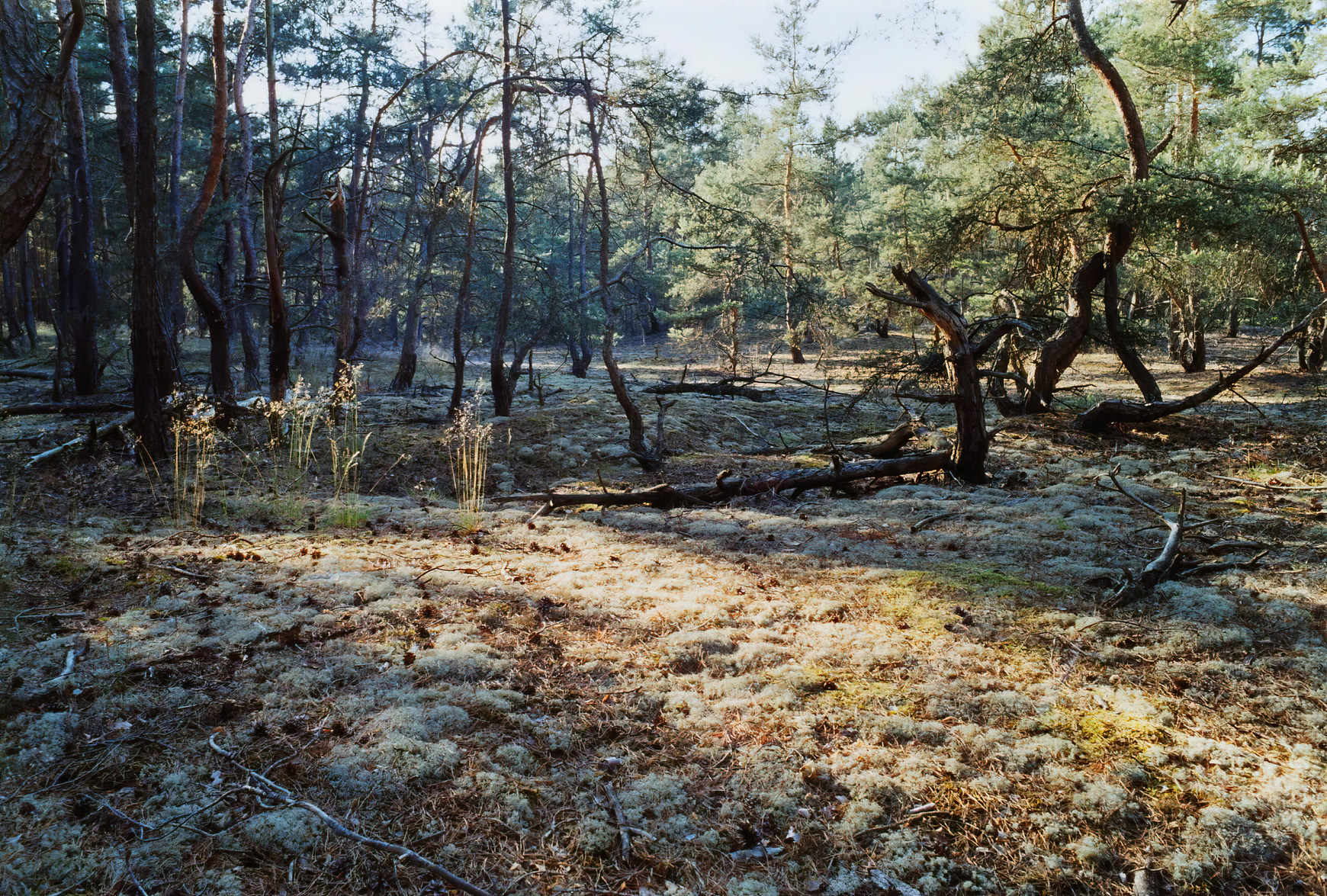
Het korstmossen-dennenbos, een oligotrafente naaldbosvegetatie